# Halectinosoma concinnum
Halectinosoma concinnum is een eenoogkreeftjessoort uit de familie van de Ectinosomatidae. De wetenschappelijke naam van de soort is voor het eerst geldig gepubliceerd in 1935 door Akatova.